# ピカピカの太陽/幸せの虹
「ピカピカの太陽/幸せの虹」（ピカピカのたいよう/しあわせのにじ）は、テレビアニメ『学園アリス』のキャラクターソングを収録した、佐倉蜜柑（植田佳奈）及び佐倉蜜柑（植田佳奈）&今井蛍（釘宮理恵）のシングルである。2004年12月22日にアニプレックスから発売、ソニー・ミュージックディストリビューションから販売された。

## 概要
テレビアニメ『学園アリス』のオープニングテーマとエンディングテーマの主題歌CDで、「ピカピカの太陽」は佐倉蜜柑役の植田佳奈が歌い、「幸せの虹」は植田と、今井蛍役を演じた釘宮理恵の2人によるデュエット。また、両曲のオリジナル・カラオケ、『学園アリス』オリジナル・ミニドラマ及びBGMが収録されている。
歌手名義は「佐倉蜜柑（植田佳奈）」であるが、「佐倉蜜柑（植田佳奈）＆今井蛍（釘宮理恵）」のデュエットシングルとも扱われる。

## 収録曲
1. ピカピカの太陽 [3:30]
歌：佐倉蜜柑（植田佳奈）
作詞：東川遥、作曲・編曲：吉森信
  - テレビアニメ『学園アリス』オープニングテーマ

植田佳奈はこの曲の印象について、「20歳越えてポンポンを片手に振り付きで歌った曲」とコメントしていた。
2. 幸せの虹 [3:57]
歌：佐倉蜜柑（植田佳奈）&今井蛍（釘宮理恵）
作詞：東川遥、作曲・編曲：吉森信
  - テレビアニメ『学園アリス』エンディングテーマ
3. 音楽室のハナちゃん [7:09]
台詞：佐倉蜜柑（植田佳奈）、今井蛍（釘宮理恵）
4. 学園アリスBGM [3:19]
5. ピカピカの太陽（オリジナル・カラオケ）
6. 幸せの虹（オリジナル・カラオケ）